# Michael Croissant

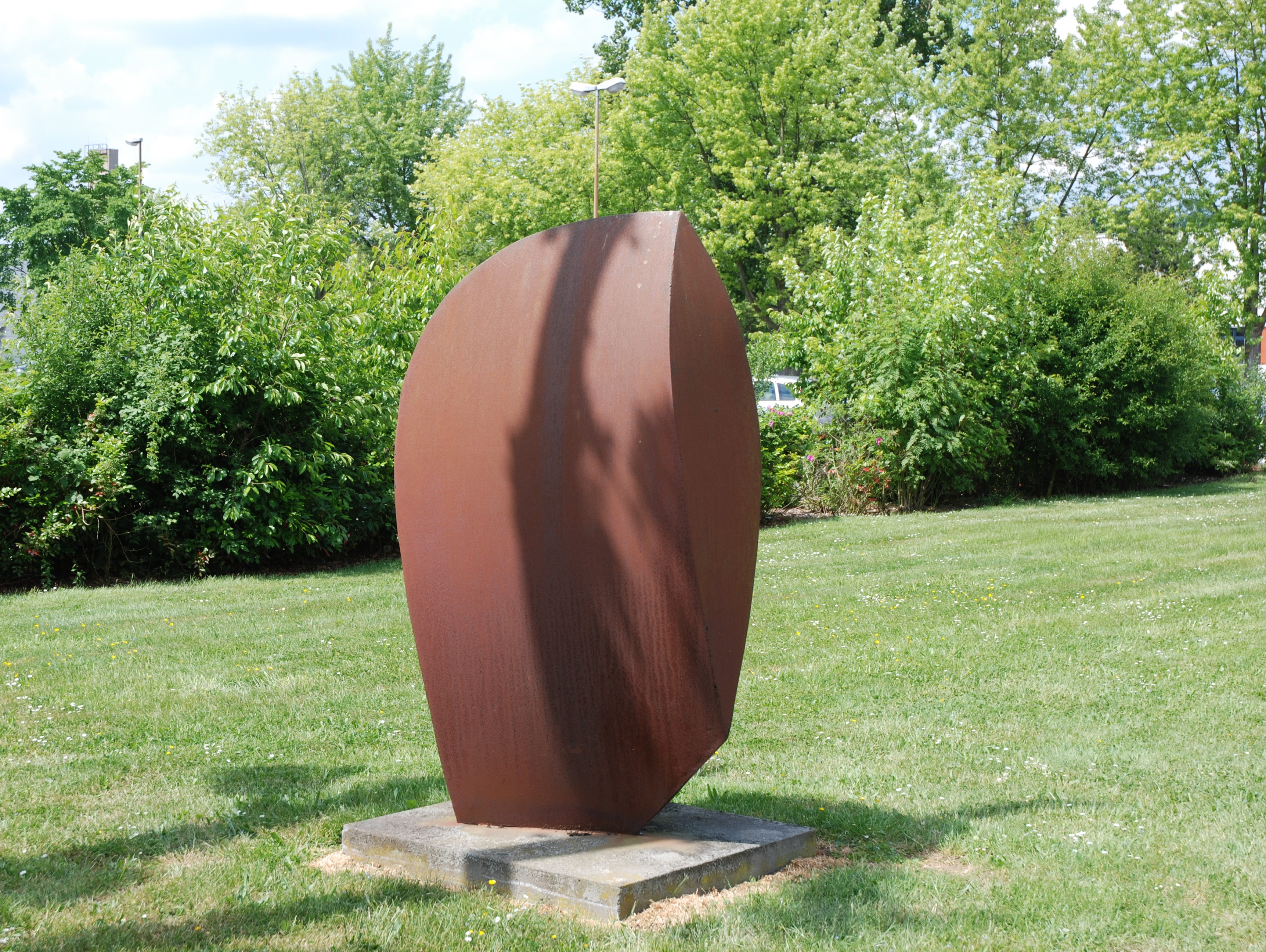
Kopf (1986). Gießener Kunstweg im Schiffenberger Tal

Michael Croissant (* 7. Mai 1928 in Landau in der Pfalz; † 21. September 2002 in München) war ein deutscher Künstler und Bildhauer.

## Biografie
Croissant verbrachte seine frühe Kindheit in Berlin. Von 1934 bis 1938 lebte er in Wien, danach wieder in Landau, wo er 1942 eine Steinmetzlehre begonnen hat. Im Anschluss daran besuchte er in Kaiserslautern von 1943 bis 1946 die Schule des deutschen Handwerks. Von 1946 bis 1948 nahm er Unterricht an einer privaten Kunstschule in München und studierte von 1948 bis 1953 an der Akademie der Bildenden Künste München bei Toni Stadler.
1953 heiratete er die Künstlerin Christa von Schnitzler. 1953 bis 1966 lebte und arbeitete er freischaffend in München. Von 1966 bis 1988 (also 22 Jahre lang) war er Professor an der Städelschule in Frankfurt. Seit 1991 lebte und arbeitete er in Haar-Gronsdorf bei München. Croissant verstarb am 21. September 2002.
Er war Mitglied der Arbeitsgemeinschaft Pfälzer Künstler, der Pfälzischen Sezession, der Darmstädter Sezession, der Neuen Gruppe München sowie ab 1972 Mitglied der Akademie der Schönen Künste in München.

## Werke

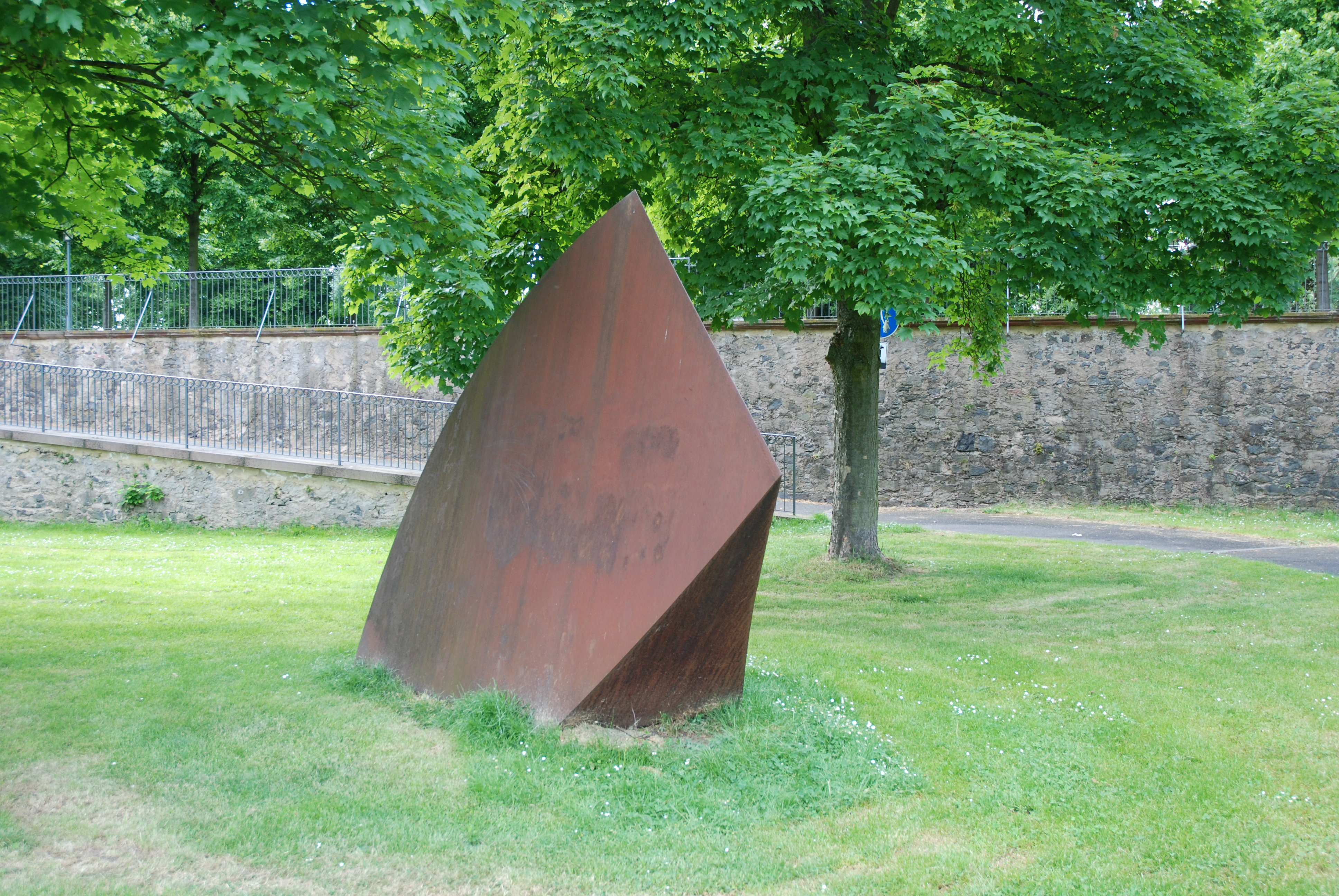
Kopf (1986). Schloss Philippsruhe, Hanau

„Alle Arbeiten von Michael Croissant, so abstrakt sie scheinen mögen, zeigen den Menschen. In seinen Körpersäulen, mehr noch in seinen Köpfen gelingt es dem Künstler, dem industriellen Material der geschweißten Stahlplatten zum Leben zu verhelfen. Dabei werden Gefühle nicht als expressionistische Geste aufgesetzt, visuell deutlich nachvollziehbar, sondern bleiben im Kopf-Körper eingeschlossen, begreifbar nur als verhaltene, innere, innerliche Spannung des leicht verwölbten Bleches als Spuren der Bearbeitung an den Kanten und an der Oberfläche des Stahls oder der Bronze. In der Reduktion auf den Kopf, auf den Teil des menschlichen Körpers, der gemeinhin als Träger des Verstandes, der Vernunft gesehen wird, in der Trennung vom Körper versucht er das menschliche Antlitz neu in seiner Zeitgenossenschaft zu formulieren und dabei einen Blick dahinter zu werfen, in den Kopfraum, in den Menschen.“ (Zitat Galerie Scheffel, Bad Homburg)
„Die frühen Bronzen tasten sich von der Naturform hin zum Amorphen, gewissermaßen zu den Frühstadien der materiellen, bloß brütenden Existenz. Seit Mitte der 70er Jahre verschweißt er Eisen-, Blei- und Bronzeflächen zu wuchtigen Figuren oder Köpfen, immer abstrakter werdende Zeichen eines die Materie beherrschenden Geistes. Ab 1980/81 arbeitet Croissant mit 3 - 4 mm dicken Bronzeplatten, aus denen er Segmente herausschneidet und diese zu liegenden oder aufrechtragenden Figuren und Köpfen zusammenschweißt. Diese Arbeitsweise, der er bis an sein Lebensende treu bleibt, führen den Künstler schrittweise zu einer Formalisierung des Figurenmotivs hin zum Konstrukt. Dabei gelingt es ihm - und das ist die großartige Leistung seines Spätwerkes - bei größtmöglicher Reduktion der Figur zur geometrischen Hohlform, jeder Skulptur durch eine je eigene Umrisskontur, eine körperhaft existentielle Präsenz zu bewahren.“ (Zitat Ronald Appel, Galerie Appel, Frankfurt/Main)

## Preise und Ehrungen

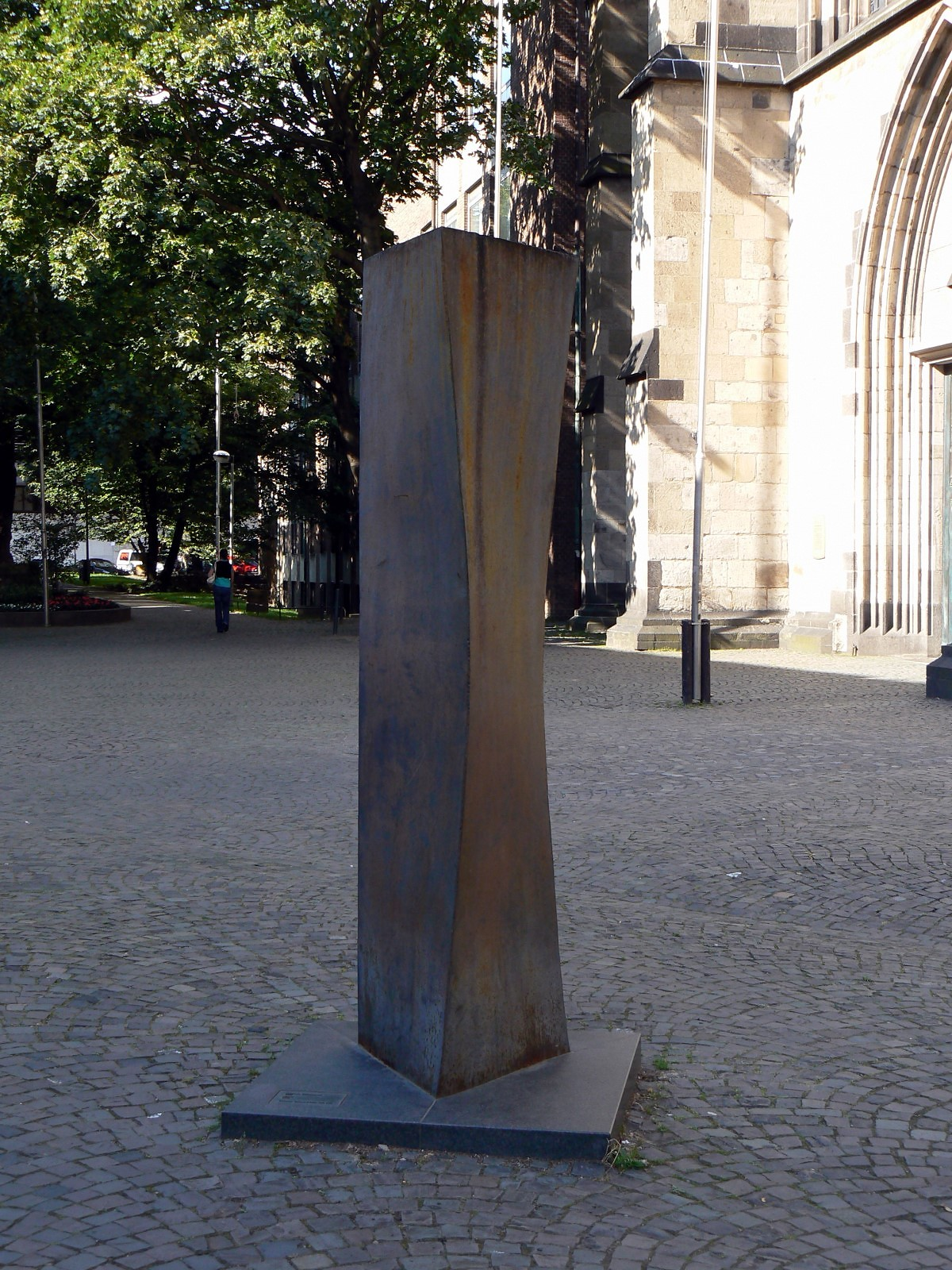
Figur (1993). Auf dem Kolpingplatz, Köln

- 1955: Stipendium des Kulturkreises im Bundesverband der Deutschen Industrie
- 1956: ars viva[2]
- 1959: Teilnahme an der Biennale in Middelheim
- 1960: Pfalzpreis für Bildende Kunst des Bezirksverbands Pfalz
- 1962: Kunstpreis der Stadt Darmstadt
- 1964: Förderpreis für Bildende Kunst der Landeshauptstadt München
- 1966: Hans-Purrmann-Preis
- 1978: Kunstpreis des Landes Rheinland-Pfalz
- 1985: Reinhold-Kurth-Kunstpreis der Stadtsparkasse Frankfurt am Main für das Gesamtwerk
- 1994: Max-Lütze-Medaille
- Bundesverdienstkreuz 1. Klasse (25. August 1993)[3]

## Einzelausstellungen (Auswahl)
- 1964 Kunsthalle Darmstadt
- 1976 Forum Kunst, Rottweil
- 1978 Karmeliterkloster, Frankfurt am Main; Landesmuseum Kassel (Neue Galerie)
- 1982 Michael Croissant, Plastiken und Zeichnungen – Kunsthalle Bremerhaven
- 1983 Museum gegenstandsfreier Kunst, Otterndorf (zusammen mit dem Maler Andreas Brandt)
- 1989 Institut für moderne Kunst Nürnberg
- 1990 Museum Pfalzgalerie Kaiserslautern; Skulpturenmuseum Glaskasten, Marl
- 2003 Michael Croissant (1928-2002) – Georg-Kolbe-Museum, Berlin
- 2004 Rathausgalerie, München[4]
- 2005 Michael Croissant, Köpfe 1952 - 2002 – Museum Lothar Fischer, Neumarkt
- 2008 Michael Croissant, Figuren und Köpfe – Museum Pfalzgalerie Kaiserslautern
- 2011 Michael Croissant. Zeichnung und Plastik – Museum Moderner Kunst Wörlen, Passau[4]

## Weblinks

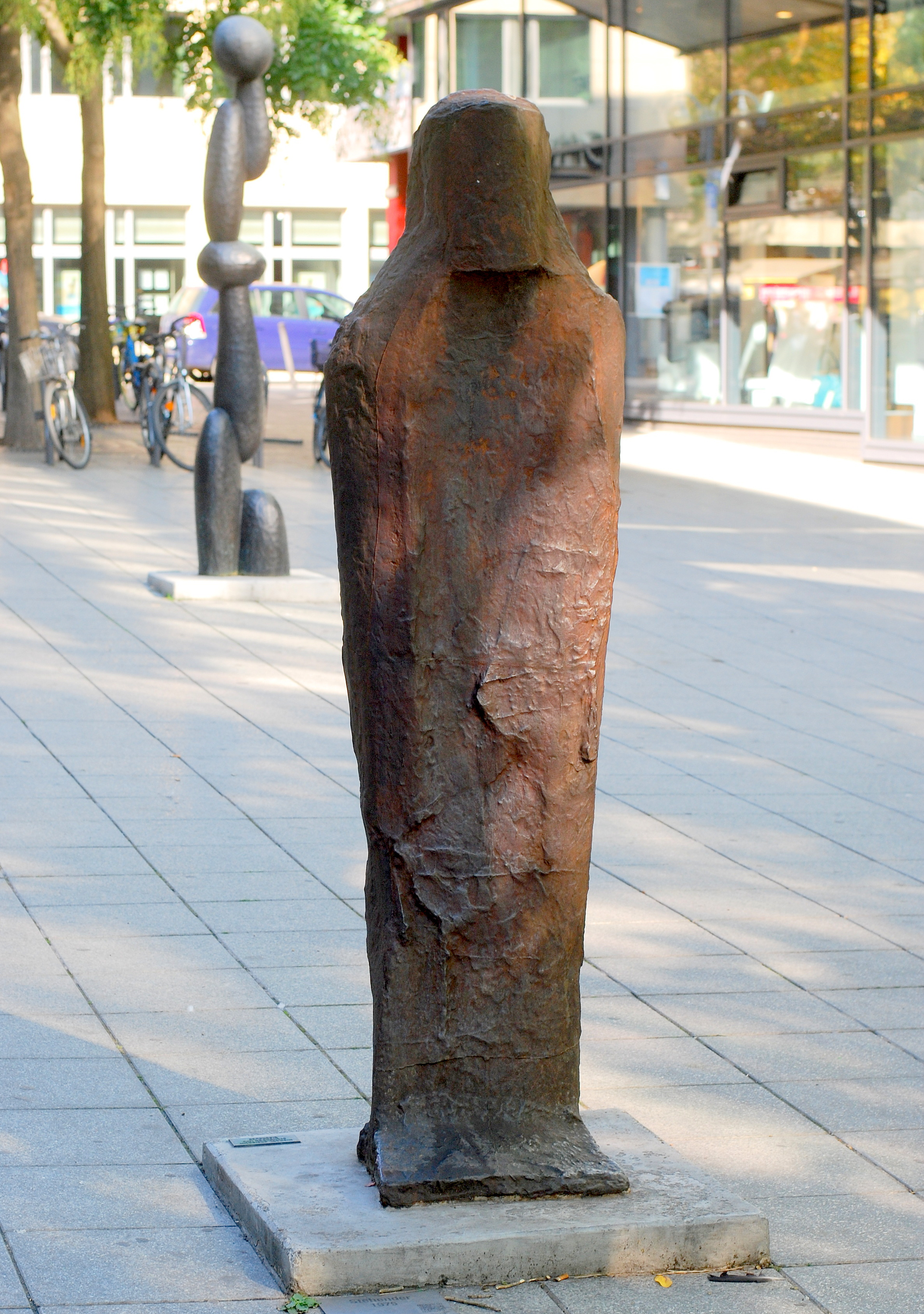
Stehender (1975). Frankfurt am Main